# Janet Kagan
Janet Megson Kagan (nacida como Janet Megson, Nueva Jersey, 18 de abril de 1946 - 29 de febrero de 2008) fue una escritora y crítico de ciencia ficción y fantasía estadounidense más conocida por sus libros de bolsillo ambientados en el universo de Star Trek 21 Uhura's Song (1985) y Star Trek (1989).
Se hizo conocida en la década de 1980 con relatos feministas que incluían historias de aventuras con heroínas como en Hellspark; además, varios de sus relatos cortos aparecieron en revistas especializadas del género, entre las que estuvieron Analog Science Fiction and Fact y Asimov's Science Fiction. Tras su faceta como escritora, también trabajó como crítico literaria en The New York Review of Science Fiction.
Recibió diversos reconocimientos, entre ellos el Premio Hugo al mejor relato en 1993 por The Nutcracker Coup y una nominación al Premio Nébula por el mismo trabajo. Además, recibió ocho nominaciones al Asimov's Reader Poll durante su carrera literaria, donde se alzó como ganadora en 1990, 1991 y 1993 con The Loch Moose Monster, Getting the Bugs Out y The Nutcracker Coup respectivamente.

## Obras

### Series de ficción
- Mirabile
  - The Loch Moose Monster (1989)
  - The Return of the Kangaroo Rex (1989)
  - The Flowering Inferno (1990)
  - Getting the Bugs Out (1990)
  - Mirabile (1991)
  - Raising Cane (1991)
  - Frankenswine (1991)
- Star Trek Universe
  - Star Trek: The Original Series
    - Star Trek Pocket Books
      - 21 Uhura's Song (1985)
      - Star Trek (1989) con Jean Lorrah, Greg Bear y Diane Carey

### Novela
- Hellspark (1988)

### Ficción corta
- Faith-of-the-Month Club (1982)
- Junkmail (1988)
- Naked Wish-Fulfillment (1989)
- What a Wizard Does (1990)
- From the Dead Letter File (1990)
- Winging It (1991)
- The Last of a Vintage Year (1992)
- Fighting Words (1992)
- Love Our Lockwood (1992)
- Out on Front Street (1992)
- The Nutcracker Coup (1992)
- Christmas Wingding (1993)
- No Known Cure (1993)
- She Was Blonde, She Was Dead--And Only Jimmilich Opstromommo Could Find Out Why!!! (1993)
- Face Time (1994)
- Space Cadet (1994)
- Fermat's Best Theorem (1995)
- Standing in the Spirit (1997)
- The Stubbornest Broad on Earth (1998)